# Браун, Хайнц Адольфович
Хайнц Адольфович Браун (нем. Heinz Braun; 1919—?) — советский киноактёр и диктор немецкого происхождения.

## Биография
Родился в городе Бохум в 1919 году.
В 1939 году окончил политехнический техникум в Германии.
Участник Второй мировой войны — в чине обер-лейтенанта служил в армии генерала Роммеля в Африке, где был ранен противопехотной миной. После лечения в госпитале продолжил службу на Восточном фронте. По неподтверждённой информации, был переведен на службу в войска СС, где дослужился до гауптштурмфюрера (капитан). После советского плена с начала 1950-х годов жил и работал в СССР.
Работал диктором иностранного вещания на Западную Германию и в Комитете по телевидению и радиовещанию, также снимался в кино. Помимо актёрской деятельности был также военным консультантом художественных фильмов по униформе вермахта и СС (в том числе сериала «Семнадцать мгновений весны», сценарий которого он критиковал за многочисленные неточности).
Последний фильм, в котором снялся Хайнц Браун — «Униженные и оскорблённые» 1991 года.
В 1990-е гг. вернулся в Германию. Дата и место смерти неизвестны.

## Фильмография
- 1958 — Память сердца — немецкий майор
- 1959 — Золотой эшелон — немец-пекарь
- 1959 — Первый день мира — гауптштурмфюрер СС
- 1962 — Здравствуйте, дети! — немецкий солдат
- 1964 — Вызываем огонь на себя — офицер Люфтваффе
- 1964 — Пядь земли — пленный немецкий офицер
- 1967 — Майор Вихрь — эпизод
- 1967 — Взорванный ад — немецкий офицер
- 1968 — Далеко на западе — Хазе, комендант, оберштурмбаннфюрер СС
- 1968 — Шестое июля — Курт Рицлер, советник посольства Германии
- 1968 — Штрихи к портрету В. И. Ленина (фильм 2-й «Полтора часа в кабинете Ленина. 1918») — доктор Рицлер
- 1969 — Красная палатка — репортёр
- 1970 — Расплата — немецкий офицер
- 1971 — Комитет девятнадцати — эпизод
- 1971 — Последний рейс «Альбатроса» — Готлиб Циммер, гауптштурмфюрер СС
- 1971 — Пятнадцатая весна — немецкий офицер
- 1972 — Лесная баллада — Штольц
- 1973 — Моя судьба — Вальтер
- 1973—1983 — Вечный зов — переводчик в концлагере
- 1974 — Помни имя своё — эпизод
- 1977 — Диалог
- 1977 — Фронт за линией фронта — эпизод
- 1979 — Старые долги — господин Крюльман, представитель немецой фирмы
- 1980 — Корпус генерала Шубникова — эпизод
- 1981 — Оленья охота — группенфюрер СС
- 1982 — Однолюбы — Дэвид Клэпкоф
- 1983 — Шёл четвёртый год войны — эпизод
- 1984 — Стратегия победы — читает немецкие документы
- 1991 — Униженные и оскорблённые — доктор